# برای ازدواج آماده شوید
برای ازدواج آماده شوید (به هندی: Doli Saja Ke Rakhna) فیلمی هندی محصول سال ۱۹۹۸ و به کارگردانی پریادارشان است. در این فیلم بازیگرانی همچون آکشای کانا، جیوتیکا، انوپم کهیر، آمریش پوری، موشومی چاترجی، آریونا ایرانی و پارش راوال ایفای نقش کرده‌اند.